# Биковка (Подольський міський округ)
Би́ковка (рос. Быковка) — присілок у складі Подольського міського округу Московської області, Росія.

## Населення
Населення — 80 осіб (2010; 100 у 2002).
Національний склад (станом на 2002 рік):
- росіяни — 99 %